# Doktryna Sonnenfeldta
Doktryna Sonnenfeldta – koncepcja polityki zagranicznej Stanów Zjednoczonych zakładająca oddanie krajów Europy wschodniej pod dominację ZSRR, miała być rzekomo sformułowana na konferencji 28 ambasadorów amerykańskich, akredytowanych w Europie, która odbyła w dniach 13–14 grudnia 1975 w Londynie. Jej autorem miał być Helmut Sonnenfeldt, urzędnik Departamentu Stanu i Rady Bezpieczeństwa Narodowego Stanów Zjednoczonych (NSC).
Koncepcja miała zostać ogłoszona w odczycie który miał być poufny, ale rzekoma treść odczytu została przekazana dziennikarzom którzy ją opublikowali w artykule z 21 marca 1976 roku. Treść artykułu została skomentowana przez Sonnenfeldta jako pełna nieprawidłowych interpretacji i ogromnych zniekształceń, ale jednak uruchomiła wir oskarżeń i oficjalnych zaprzeczeń który wciągnął prezydenta Forda, sekretarza stanu Kissingera, kandydata na prezydenta Ronalda Reagana i wiele innych osobistości.
Zapiski z odczytu Sonnenfeldta zostały zatwierdzone przez Henry Kissingera oraz zastępcę sekretarza stanu do spraw europejskich Arthura Hartmana i wkrótce przekazane wszystkim ambasadorom amerykańskim na świecie jako jedna z oficjalnych wykładni polityki zagranicznej USA.
Ich dokładna treść pozostaje poufna, choć skrótowa wersja opublikowana przez New York Times została uznana przez Sonnenfeldta jako prawdziwa. Według zwolenników istnienia rzekomej doktryny Sonnenfeldta, treść dokumentu zakładała ostateczne oddanie państw Europy Wschodniej pod dominację ZSRR jako najlepszy sposób zagwarantowania pokoju i uniknięcia III wojny światowej. Sonnenfeltd miał rzekomo twierdzić, że Stany Zjednoczone w Europie Wschodniej powinny: ewoluować w kierunku uczynienia bardziej organicznymi stosunków pomiędzy krajami wschodnioeuropejskimi a ZSRR.
W 1976 została skrytykowana przez republikańskiego kontrkandydata Forda w wyborach prezydenckich Ronalda Reagana jako „sprzedaż podbitych narodów i zmuszanie ich do zaakceptowania swojego niewolnictwa”.
Reagan zaatakował wówczas podstawy polityki zagranicznej administracji Forda:
Zapytajcie ludność Łotwy, Litwy, Czechosłowacji, Polski, Węgier i pozostałych NRD, Bułgarii i Rumunii – spytajcie ich jak to jest, gdy się żyje w świecie nad którym panuje Związek Radziecki. Ja nie chcę żyć w takim świecie i myślę, że wy także. Dowiadujemy się, że pewien wysoki urzędnik Departamentu Stanu Helmut Sonnenfeldt, o którym dr Kissinger mówi, że jest jego własnym Kissingerem, wyraził pogląd, że te podbite narody powinny wyrzec się myśli o narodowej niepodległości i po prostu powinny stać się częścią ZSRR. Mówi, że ich pragnienie wydostania się z sowieckiego kaftana bezpieczeństwa, zagraża wybuchem III wojny światowej.
Komentując wypowiedź Reagana Strobe Talbott, wtedy korespondent magazynu Time, stwierdził, że nie ma nic w jakiejkolwiek wersji wypowiedzi Sonnenfeldta, która by usprawiedliwiała zarzut Reagana, że Sonnenfeldt skazał „niewolników” w Europie Wschodniej na zostanie „częścią Związku Radzieckiego”. Choć Sonnenfeldt obawia się skutków jakiegokolwiek gwałtownego ruchu w stronę niepodległości krajów w bloku komunistycznym, jednak stanowczo twierdzi że istotą jego tak zwanej doktryny jest idea stopniowej liberalizacji Europy Wschodniej. Według Talbotta Sonnenfeldt chce by Związek Radziecki przyjął proces wzrostu autonomii dla Europy Wschodniej bez powtórki sowieckich represji na Węgrzech i Czechosłowacji.
Rzekome sformułowanie tej kompromitującej z punktu widzenia interesów USA koncepcji było później dyskutowane podczas przesłuchania Sonnenfeldta przed komisją Kongresu, podczas której Sonnenfeldt przedstawił argumenty, że sens jego słów podczas odczytu został zniekształcony.